# Lutherkirche (Schwarzheide)

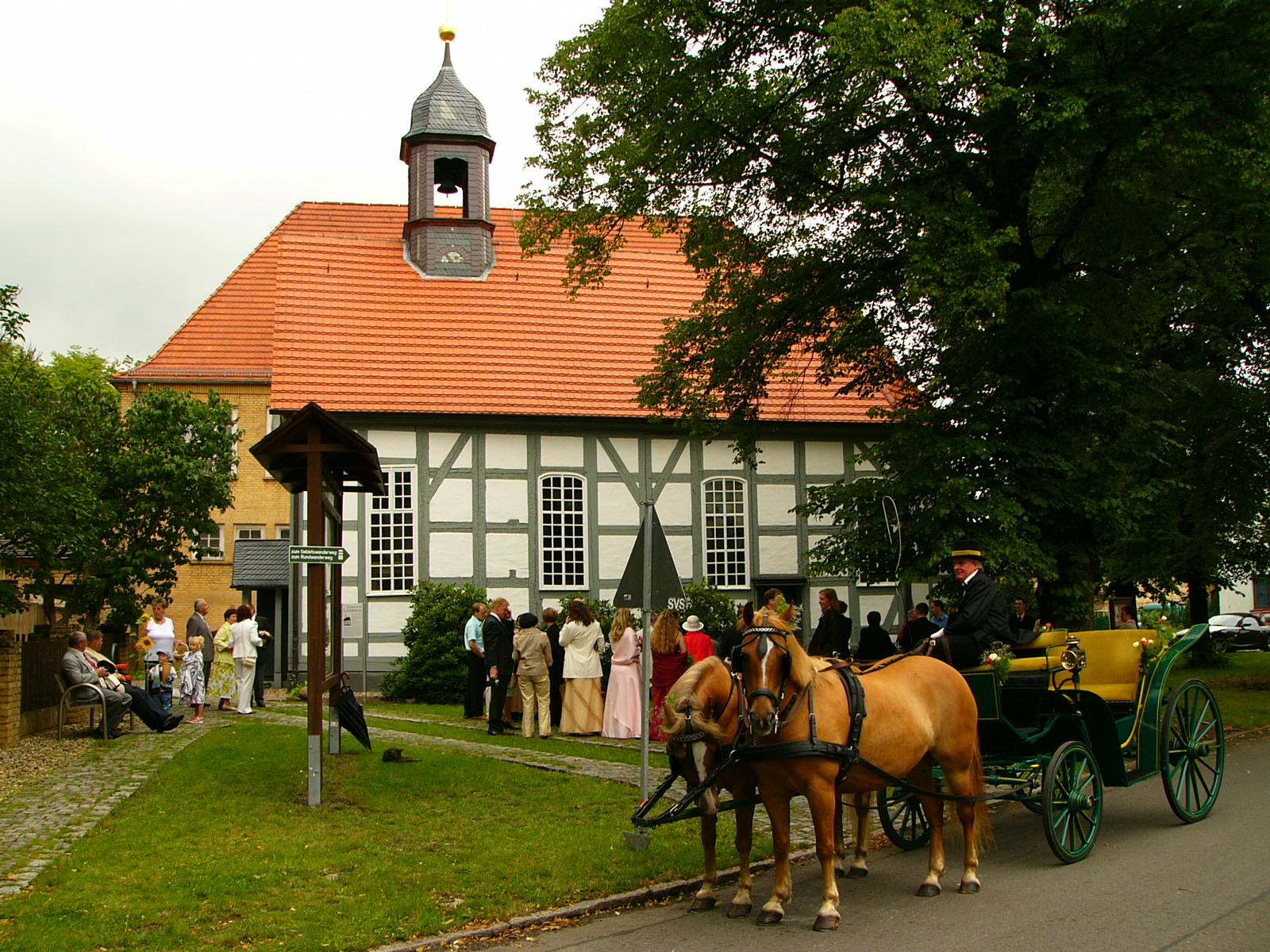
Die Kirche

Errichtet wurde die Lutherkirche Schwarzheide von 1754 bis 1755 in der Mitte des alten Dorfes, dem ehemaligen Hofreitendorf Zschornegosda, heute Schwarzheide-West. Sie ist das älteste Gebäude im Ort. Der im Fachwerk errichtete Sakralbau hat eine Zeltform – ein Hinweis auf die Unstetigkeit dieser Welt. 1851 erhielt die Kirche einen Dachreiter und 1895 wurde sie um zwei Balkenfächer nach Westen hin erweitert. Den Namen Lutherkirche trägt sie seit 1933.
Bei der Glocke der Kirche handelt sich um die älteste noch existierende Bronzeglocke aus der Gießerei Lauchhammer. Der Guss erfolgte 1852. Sie hat einen Durchmesser von 51 cm und wiegt 76 kg. Sie wird per Hand bedient. Heute noch in Gebrauch sind die zinnernen Altargeräte aus einer Vorgängerkapelle aus dem Jahre 1661. Die Kirche erhielt 1956 eine kleine Schleifladenorgel. Die Lutherkirche wurde von 1989 bis 1996 rekonstruiert. An der Außenseite des Chores befindet sich ein Gedenkstein für Martin Luther.
Die Lutherkirche gehört zu den Baudenkmalen in Schwarzheide. Die Kirchengemeinde Lauchhammer und Schwarzheide gehört zum Kirchenkreis Bad Liebenwerda der Evangelischen Kirche in Mitteldeutschland.